# InXile Entertainment
inXile Entertainment est un studio américain de développement de jeux vidéo formé en 2002 par Brian Fargo, le fondateur d'Interplay Entertainment. L'entreprise est située à Newport Beach en Californie, et développe principalement des jeux vidéo de rôle.
Le 10 novembre 2018, lors du X018, Matt Booty annonce le rachat de inXile Entertainment, rattaché à la branche Xbox Game Studios.

## Jeux développés
| Titres                           | Date de sortie | Plates-formes                                            |
| -------------------------------- | -------------- | -------------------------------------------------------- |
| The Bard's Tale                  | 2004           | Microsoft Windows, PlayStation 2, Xbox                   |
| Line Rider                       | 2008           | Flash, Silverlight, Nintendo DS, iOS, Wii                |
| Fantastic Contraption            | 2008           | Flash, iPhone, iPod touch                                |
| Super Stacker                    | 2009           | iPhone, iPod touch                                       |
| Super Stacker 2                  | 2009           | iPhone, iPod touch                                       |
| Shape Shape                      | 2009           | iPhone, iPod touch                                       |
| Hei$t                            | 2010           | Microsoft Windows, PlayStation 3, Xbox 360               |
| Super Stacker Party              | 2010           | PlayStation 3 (PSN)                                      |
| Hunted: The Demon's Forge        | 2011           | Microsoft Windows, PlayStation 3, Xbox 360               |
| Choplifter HD                    | 2012           | Microsoft Windows, PlayStation 3 (PSN), Xbox 360 (XBLA)  |
| Wasteland 2                      | 2014           | Microsoft Windows, Xbox One, PlayStation 4, Linux, MacOS |
| Torment: Tides of Numenéra       | 2016           | Microsoft Windows, Xbox One, PlayStation 4, Linux, MacOS |
| The Bard's Tale IV: Barrows Deep | 2018           | Microsoft Windows, Xbox One, PlayStation 4               |
| Wasteland: Remastered            | 2020           | Microsoft Windows, Xbox One                              |
| Wasteland 3                      | 2020           | Microsoft Windows, Xbox One, PlayStation 4, Linux, MacOS |
| Clockwork Revolution             | ?              | Microsoft Windows, Xbox Series                           |